# I Am Human
| Recensione  | Giudizio |
| ----------- | -------- |
| CrypticRock |          |
| Dead Press  |          |

I Am Human è il sesto album in studio del gruppo musicale statunitense Escape the Fate, pubblicato il 30 marzo 2018.

## Descrizione
Stando alle parole di Mabbitt:
«stiamo invecchiando, e stiamo cambiando, quindi la nostra musica deve cambiare con noi. Allo stesso tempo, abbiamo riscoperto ciò che ci ha reso chi siamo. Mi sono sentito come se avessi di nuovo diciassette anni. Non ero così emozionato di pubblicare qualcosa da quando entrai nel gruppo e tirammo fuori This War Is Ours.»

## Tracce
Testi di Escape the Fate, eccetto dove indicato.
1. Beautifully Tragic – 3:14 (testo: Craig Mabbitt, Kevin Gruft, Robert Ortiz, Howard Benson)
2. Broken Heart – 3:07 (testo: Craig Mabbitt, Kevin Gruft, Howard Benson, John Pregler)
3. Four Letter Word – 3:30 (testo: Craig Mabbitt, Kevin Gruft, Howard Benson, Nick Long, Steve Aiello)
4. I Will Make It Up to You – 3:13 (testo: Escape the Fate, Howard Benson)
5. Bleed for Me – 3:17 (testo: Craig Mabbitt, Kevin Gruft, Robert Ortiz, Howard Benson, John Pregler)
6. Do You Love Me? – 3:06 (testo: Craig Mabbitt, Kevin Gruft, Howard Benson, John Pregler)
7. I Am Human – 4:12 (testo: Craig Mabbitt, Kevin Gruft)
8. If Only – 3:10
9. Empire – 3:12 (testo: Craig Mabbitt, Kevin Gruft, Howard Benson, Seann Bowe)
10. Recipe for Disaster – 3:24 (testo: Craig Mabbitt, Kevin Gruft, Howard Benson, Joe Cotela)
11. Riot – 2:27 (testo: Craig Mabbitt, Kevin Gruft, Howard Benson, John Pregler)
12. Digging My Own Grave – 3:17 (testo: Escape the Fate, Howard Benson)
13. Resistance – 3:13
14. Let Me Be – 3:37 (testo: Escape the Fate, Howard Benson, Jason Phelps)

Edizione deluxe
1. Dead to Me
2. Mask

## Formazione

### Gruppo
- Craig Mabbitt – voce
- Kevin Gruft – chitarra, basso, cori, programmazione
- TJ Bell – chitarra, voce
- Robert Ortiz – batteria

### Altri musicisti
- Howard Benson – arrangiamenti, tastiera, programmazione
- Mike Plotnikoff – arrangiamenti
- Diamante Azzura – cori
- Seann Bowe – cori
- Selah Ford – cori
- Meron Ryan – cori
- Sidnie Tipton – cori

### Produzione
- Howard Benson – produzione
- Kevin Gruft – produzione, ingegneria del suono
- Mike Plotnikoff– produzione
- Hatsukazu Inagaki – ingegneria del suono
- Evan Rodaniche – missaggio
- Sanjay Parikh – direzione artistica
- Melody Myers – direzione artistica, design

## Classifiche
| Classifica (2018)         | Posizione massima |
| ------------------------- | ----------------- |
| Australia                 | 39                |
| Stati Uniti (independent) | 8                 |